# Lökrost
Lökrost (Puccinia allii) är en svampart som först beskrevs av Augustin Pyrame de Candolle, och fick sitt nu gällande namn av F. Rudolphi 1829. Puccinia allii ingår i släktet Puccinia och familjen Pucciniaceae.   Inga underarter finns listade i Catalogue of Life.
I den svenska databasen Dyntaxa används istället namnet Puccinia porri för samma taxon.  Arten är reproducerande i Sverige.

## Källor

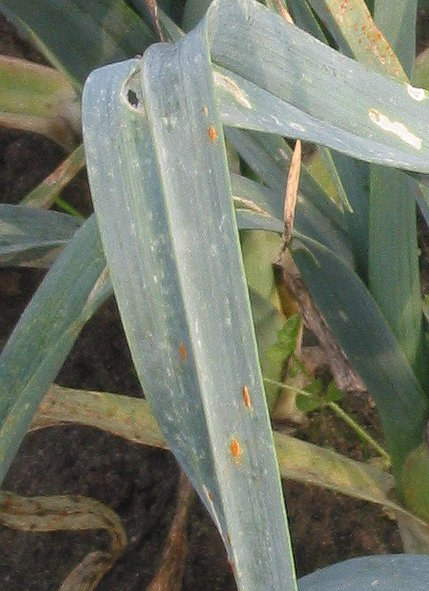
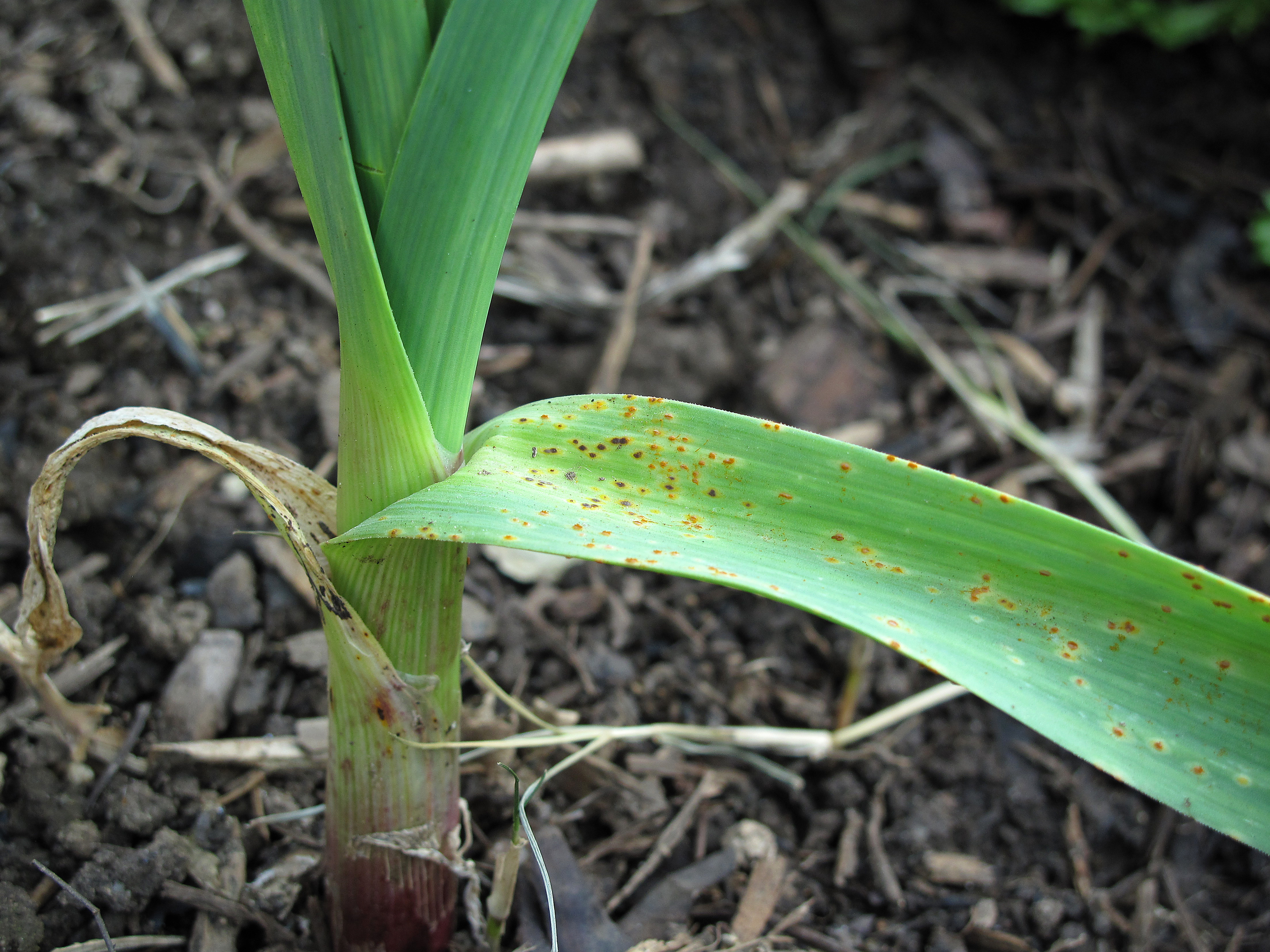
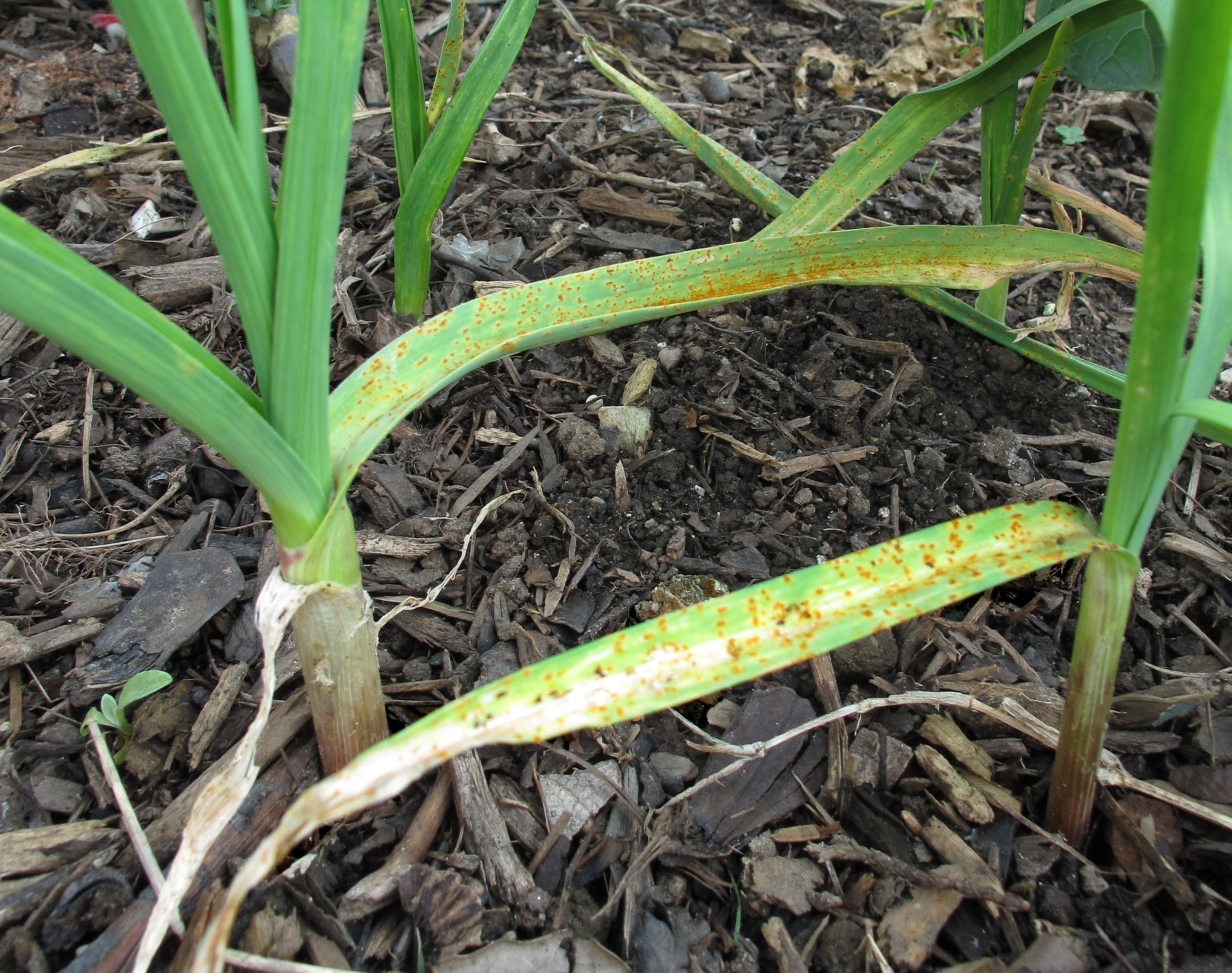
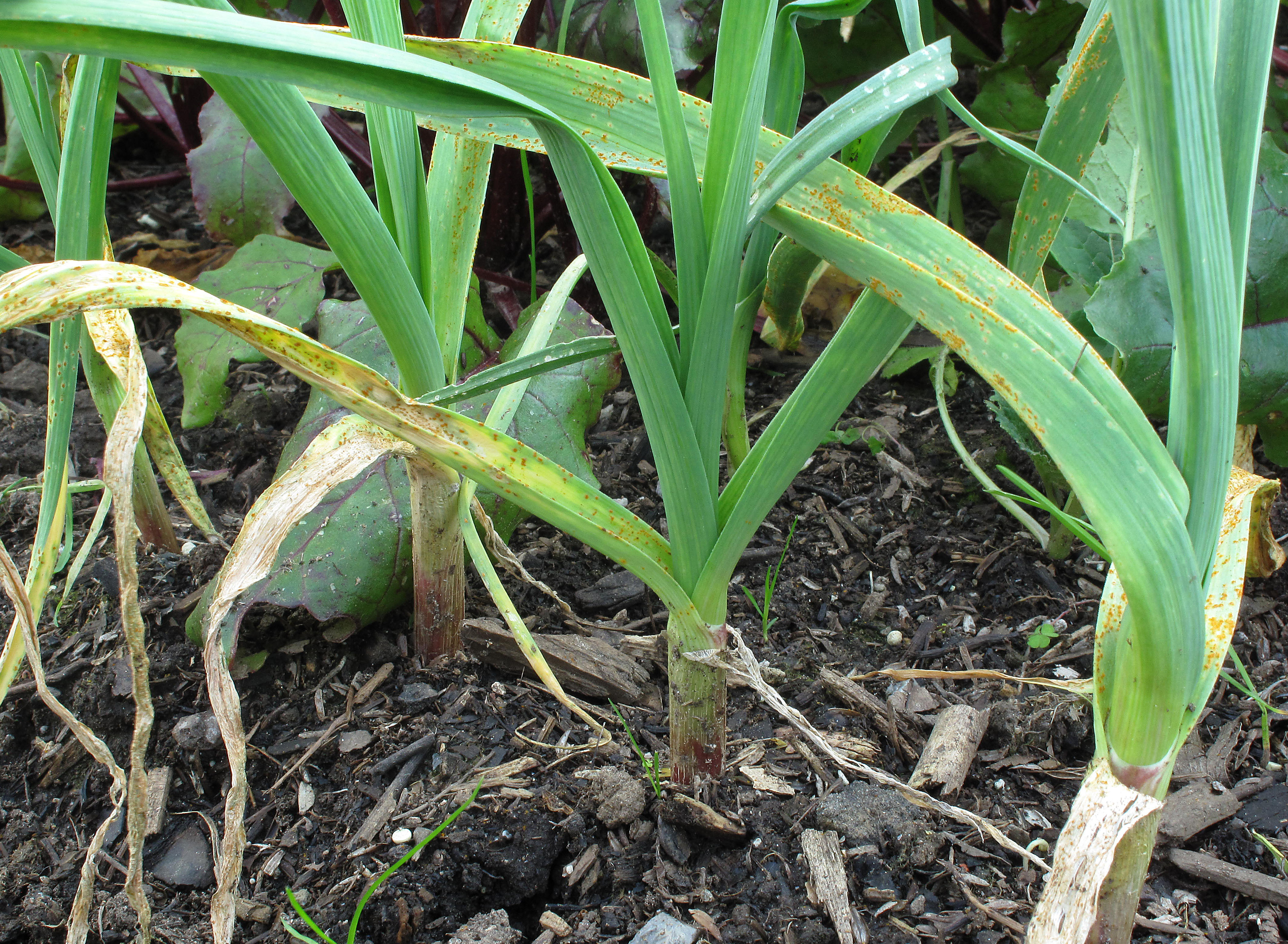